# اسم
اسم عام، اسمی است که بر همه افراد و اشیاء و مفاهیم دلالت کند و بین همه آنها مشترک باشد (مانند «کتاب»، «مرد») و اسم خاص، اسمی است که تنها به یک فرد یا شی اشاره دارد و همه را شامل نمی‌شود (مانند «فرزام»، «بیستون»، «ایران»).
اسم‌های خاص را به چهار دسته می‌توان تقسیم کرد:
- اسم مخصوص انسان‌ها: مانند «سهراب»، «مهتاب».
- اسم مخصوص حیوان‌ها: مانند «رخش»، «شبدیز»
- اسم مخصوص اماکن مختلف جغرافیایی مانند «آسیا»، «ایران»، «یاسوج»
- اسم مخصوص اشیائی که بیشتر از یکی نیستند: مانند «انجیل»، «تخت طاووس»، «کوه نور»

اسم خاص را جمع نمی‌بندند، مگر در مواردی که مقصود از آن مثال یا مانند و نوع باشد: ایران در کنار فردوسی‌ها و سعدی‌ها و حافظ‌ها پرورده‌است؛ که مقصود همان فردوسی و سعدی و حافظ است و در حکم اسم عام می‌باشد و توسط ها جمع بسته می‌شود. این نوع جمع بستن در ادبیّاتِ فارسی نیز به چشم می‌خورد:
| فریدونان زِ ره مرکب برانند |  | به جز گاوان در این وادی نمانند (عطار نیشابوری) |

| یوسفان از رشکِ زشتان مخفی اند |  | که ز عدو خوبان در آتش می‌زیند (مولوی) |

### اسم ذات و اسم معنی
اسم‌هایی که به صورت مستقل در خارج از ذهن وجود دارند و محسوس و قابل دیدن هستند را اسم ذات می‌گویند (مانند «گل»، «مرد») و اسم‌هایی را که به صورت مستقل در خارج از ذهن وجود ندارند و وابسته به حضور دیگری هستند را اسم معنی می‌گویند (مانند «زیبایی»، «دلاوری»).

### اسم ساده و اسم مرکب و اسم مشتق و مشتق مرکب
اسمی که دارای یک بخش است و نمی‌توان آن را به دو یا چند بخش معنی‌دار تقسیم کرد را اسم ساده یا اسم بسیط می‌گویند (مانند «نام»، «انسان») و اسمی که از دو یا چند بخش معنی‌دار تشکیل شده‌است را اسم مرکب می‌گویند (مانند کتابخانه: کتاب + خانه) و
یک جزؤ معنی دار+حداقل یک جزؤ غیر مستقل را مشتق گویند و
حداقل یک جزؤ غیر مستقل+دو جزؤ مستقل را مشتق مرکب

### معرفه و نکره
اسمی که برای شنونده یا خواننده آشنا باشد را معرفه می‌گویند؛ مثلاً در جمله «مداد را به علی دادم»، «مداد» و «علی» معرفه هستند، چون خواننده «علی» را می‌شناسد و می‌داند که از کدام «مداد» صحبت می‌شود. در صورتی که اسمی برای خواننده یا شنونده آشنا نباشد، به آن نکره می‌گویند.

#### انواع اسم معرفه
- همه اسم‌های خاص (مانند «ایران»، «تهران»)
- موصوف صفت‌های اشاره (مانند این کتاب، همان خانه)
- اسم جنس (مانند «مار، حیوانی خزنده‌است»)
- اسمی که به اسم معرفه‌ای مضاف شده باشد (مانند اسب رستم، خانه مرتضی)

در صورتی که اسمی برای خواننده یا شنوده آشنا نباشد، به آن اسم نکره می‌گویند. مانند جمله «دوستی را دیدم» که در آن خواننده نمی‌داند که آن دوست چه کسی است.

#### نشانه‌های اسم نکره
- «ی» در آخر اسم (مانند، مردی را دیدم)
- یک در اول اسم (یک خودکار به من بده)
- اسم‌هایی که با صفات مبهم همراه می‌شوند (همه حرف‌ها را شنیده‌ام)

### اسم‌های مفرد، جمع و اسم جمع
اسمی که بر یک شخص، چیز یا یک مفهوم دلالت کند، مفرد است. اسم‌های مفرد در زبان فارسی نشانه‌ای ندارند. اما، اسم‌هایی که به بیش از یک فرد، کالا یا مفهوم اشاره کنند، جمع هستند. در صورتی که به اسم‌های مفرد، یکی از نشانه‌های «ها» یا «ان» اضافه شود، جمع می‌شود.
به کار بردن یکی از نشانه‌های «ها» و «ان» برای جمع بستن به سهولت تلفظ و شیوایی و آهنگ سخن بستگی دارد، البته قواعدی نیز در این باره موجود است:
- برای اسم‌های معنی از نشانه «ها» استفاده می‌شود، که کلمه «گناه» در این بین استثنا است.
- غالباً، اسم جمادات را با نشانه «ها» جمع می‌بندند.
- اسم انسان‌ها و جانوران با «ان» جمع بسته می‌شود، که «خانم‌ها» به عنوان استثنا است.
- اسم رستنی‌ها با هر دو نشانه جمع بسته می‌شود (درختان، درخت‌ها)
- در زبان محاوره، علامت‌های جمع به «ا» تبدیل می‌شوند. مانند مردا، پسرا، کتابا

#### علامت‌های جمع
- «ها»
- «ان»
- اسم‌های جمع مکسر عربی
- «ات» برای اسم‌های مؤنث عربی. البته بعضی از اسم‌های فارسی نیز به صورت مرسوم با این علامت جمع بسته می‌شود که استفاده از آن را مذموم می‌دانند (مانند گرایشات، فرمایشات، سفارشات). همچنین از آنجا که این نشانه برای کلمات عربی بیش از سه حرف استفاده می‌شود، استفاده از اسم‌هایی مانند «اثرات»، «خطرات» و «نظرات» سفارش نمی‌شود.
- «-ون» و «ین» برای اسم‌های مذکر عربی که به عقیده بعضی از دستورنویسان بهتر است که به جای استفاده از آن از نشانه‌های جمع فارسی استفاده کرد.
- «جات» که برای برخی از اسم‌هایی که به «الف»، «یا»، «واو» و «های» بیان حرکت ختم می‌شوند، استفاده می‌شود، مانند «سبزیجات»، «مرباجات» «ادویه جات»، که در اکثر موارد علاوه بر معنای جمع به معانی جنس و نوع نیز هست.

#### اسم جمع
بعضی از اسم‌ها هستند که مفرد نیستند و علامت جمع ندارند، اما بر بیش از یک نفر یا چیز دلالت می‌کنند، مانند «مردم»، «دسته» و «لشکر». به این گونه، اسم جمع می‌گویند. اسم‌های جمع را نیز می‌توان جمع بست و این تفاوت آنها با جمع‌های مکسر عربی است.
- در کلماتی که به های غیرملفوظ ختم می‌شوند در جمع ها آنها به گان تبدیل می‌شود: بنده -> بندگان، تشنه -> تشنگان
- کلماتی که مختوم به الف یا واو باشند در جمع با نشانه ان عموماً پیش از نشانه جمع یک ی افزوده می‌شود: دانا -> دانایان، جنگجو -> جنگجویان. البته در برخی کلمات مختوم به واو این کار صورت نمی‌گیرد: هندوان، بازوان، ابروان

### اسم جامد و اسم مشتق
اسم‌هایی را که با بن مضارع و بن ماضی ساخته می‌شوند، اسم مشتق می‌گویند. مانند:
بن مضارع + ِ ش: دانش
بن ماضی + - ار: رفتار
اسم‌هایی را که در ساختمان آنها از بن مضارع یا بن ماضی استفاده نشده‌است، اسم جامد می‌گویند. مانند: کتاب، مرغ، قلم
- در فارسی اسم‌های مشتق عربی را جامد به حساب می‌آورند.

## انواع اسم

### اتباع
اتباع، واژهای بی‌معنی یا بدون معنای مشخص است که به دنبال اسم یا صفت می‌آید و برای تأکید و گسترش معنی آن اسم یا صفت یا بیان نوعی مفهوم به کار می‌رود.
همانند «خرده مرده (آوانویسی: xurde murde)»، «کِتابْ مِتاب»، «اَخم و تَخم» گاهی هم واژه ثانویه بی‌معنی نیست، مثل: «حَشر و نَشر» و «شایِسته و بایِسته» و نظایر آن.

### اسم آلت
اسمی که به وسایل و لوازم کار اشاره می‌کند، برخلاف زبان عربی بعضی اوقات که اسم آلت وزن خاصی دارد، در زبان فارسی اسم آلت معمولاً جامد است.

### اسم صوت
اسم صوت، اسمی مرکب است که غالباً از طبیعت گرفته می‌شود و نشانگر اصوات مختلف است، مانند «قاه قاه»، «چلپ و چلوپ»

### اسم مصغر
اسمی که خردی و کوچکی را در مقابل نوع برزگ‌تر نشان دهد، اسم مصغر نامیده می‌شود، مانند «باغچه» به معنای باغ کوچک. اسم‌های مصغر معمولاً پسوند «چه» یا «َک» دارند و برای بعضی از اسم‌های مصغر نیز پسوند «و» استفاده می‌شود، مانند «یارو». در لهجه‌های مختلف نیز برای تصغیر یا تعریف از «ِه» استفاده می‌شود، مانند «پسره»

### مصدر
اسمی است که معنای فعل را می‌رساند و از بن ماضی + َن تشکیل شده‌است.

### اسم مصدر
اسمی که علاوه بر مصدر می‌تواند معنی مصدر را برساند: آموزش: آموختن
انواع اسم مصدر:
بن مضارع +ش مانند:نگار+ش=نگارش
بن مضارع+شت مانند: خور+شت=خورشت
بگیرید.

## کاربرد اسم در جمله
اسم می‌تواند در نقشهای مختلف جمله قرار بگیرد.
- نقش نهادی: سعید آمد.
- نقش مفعولی: رضا را دیدم
- نقش متممی: بابک به دانشگاه آمد.
- نقش ندایی:ای حسن، کجایی
- نقش تمییزی: این شیرزنان را مرد باید نامید.
- نقش قیدی: صبح کجا بودی؟
- نقش اضافی: مدادِ افشین